# Generalmajor (SFRJ)
Generalmajor (srbohrvaško: General-major) je bil generalski vojaški čin Jugoslovanske ljudske armade, ki je bil v uporabi v Kopenski vojski in Jugoslovanskem vojnem letalstvu.
V Jugoslovanski vojni mornarici mu je ustrezal čin kontraadmirala, v trenutni Natovi shemi činov (STANAG 2116) ustreza razredu OF-7 in v Slovenski vojski mu ustreza čin generalmajorja.